# Troy Polamalu
Troy Aumua Polamalu (født 19. april 1981 i Garden Grove, Californien) er en professionel amerikansk fodbold-spiller fra USA, der spiller for det professionelle NFL-hold Pittsburgh Steelers. Han er Strong Safety (SS) og er kendt for sine hårde hits og evne til at læse spillet. Han spiller med nummer 43, regnes som en af de bedste defensive backs i hele NFL og er kendetegnet ved sit lange, sorte hår. På banen viser han vildskab og aggressivitet, men udenfor banen er historien en helt anden: Han spiller klaver, han kan lide blomster og desuden er han meget kristen. Troy kaldes desuden også "The Quiet Storm" og "The Tazmanian Devil". 